# Mieminger Gebirge

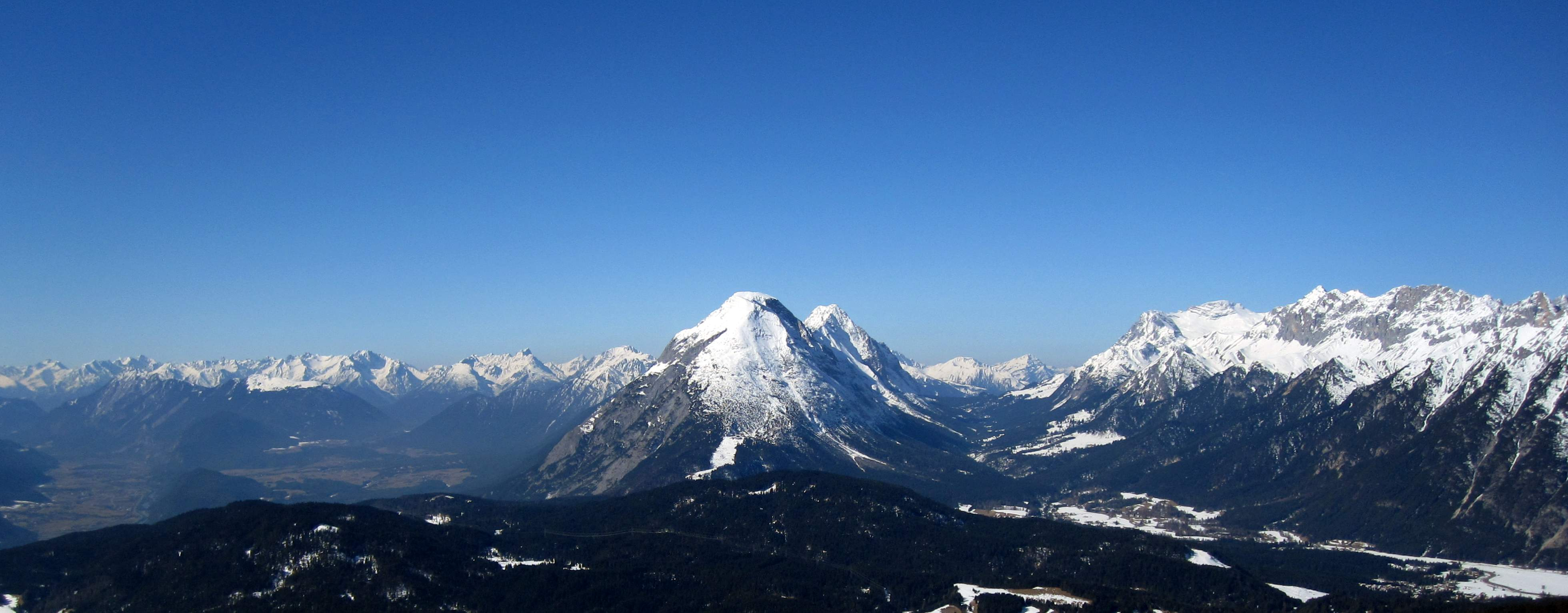
Blick von Osten auf (v. l. n. r.) Mieminger Plateau, Mieminger Kette (Hohe Munde und Hochwand), Gaistal und Wettersteinmassiv

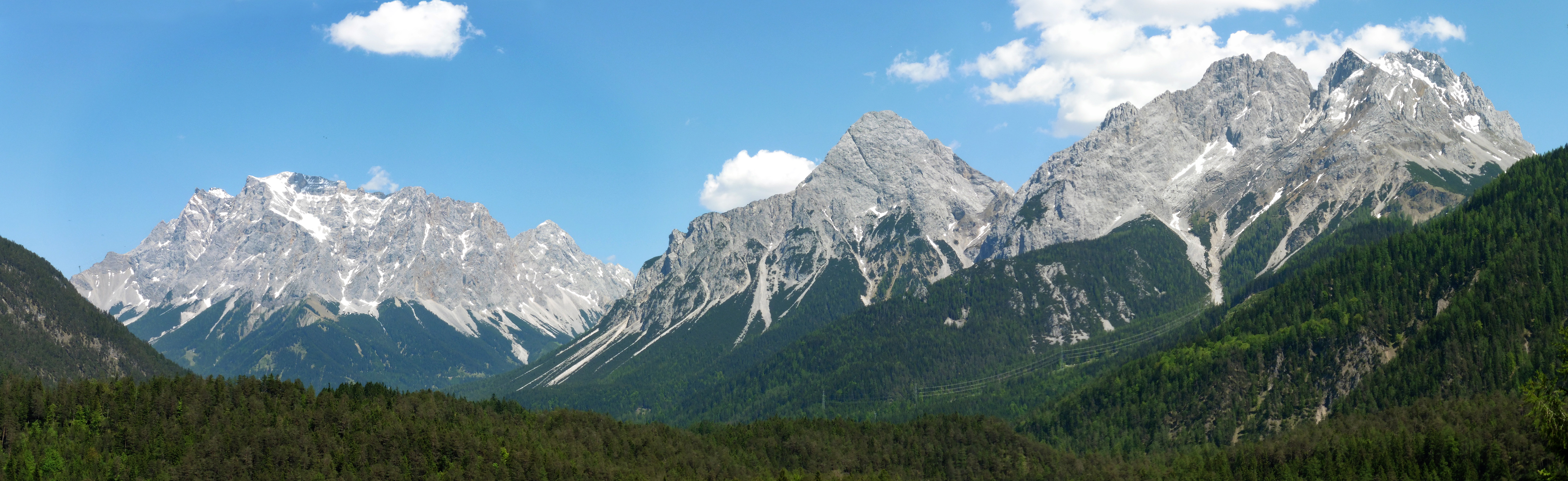
Westabschluss der Mieminger Kette vom Fernpass mit Ehrwalder Sonnenspitze (Mitte), Grünstein (rechts) und Zugspitze (links)

Das Mieminger Gebirge (auch Mieminger Kette genannt) ist eine Gebirgsgruppe der Nördlichen Kalkalpen in den Ostalpen. Es befindet sich vollumfänglich in Österreich im Bundesland Tirol.
Die Untergruppe befindet sich etwas im Schatten des berühmteren, direkt im Norden anschließenden Wettersteins, mit dem zusammen sie die AVE-Gruppe 4 Wettersteingebirge und Mieminger Kette bildet. Während das Gebiet um Coburger Hütte, Seeben- und Drachensee im Westen (Ehrwalder Sonnenspitze und Vorderer Tajakopf mit Klettersteig über die Tajakante) und die Hohe Munde ganz im Osten regen Besuch erhalten, ist es im wenig erschlossenen Mittelteil sehr ruhig geblieben. Die Hohe Munde ist auch ein beliebtes anspruchsvolles Skitourenziel.

## Geologische Verhältnisse
Das Mieminger Gebirge liegt in einem geologisch besonders interessanten Gebiet. Zwischen Sonnenspitze, Wetterstein und Daniel treffen drei Gesteinseinheiten aufeinander, die im Verlauf der Gebirgsbildung übereinander gestapelt wurden und heute nah nebeneinander aufgeschlossen sind. Das Mieminger Gebirge liegt in einem dieser Deckenstapel: der Inntaldecke. Fast alle Gesteine des Mieminger Gebirges entstanden einstmals am Meeresboden und bestehen aus Kalkstein und dessen Umwandlungsprodukt, dem Dolomit. Daneben finden sich Sandsteine, Tonsteine, Hornsteine, Rauhwacken und vulkanische Tuffe.
Im Verhältnis zum gesamten Alter der Erde, das etwa 4600 Millionen Jahre umfasst, stammen die Gesteine im Mieminger Gebirge im Wesentlichen aus zwei relativ kleinen Zeitfenstern. Eines davon begann vor etwa 250 und endete vor 130 Millionen Jahren (Erdmittelalter mit den Erdzeitaltern Trias und Jura), während das andere die letzten 10.000 Jahre seit dem Ende der Würmeiszeit (Teil der Erdneuzeit) umfasst. Ältere Gesteine gibt es in Zwischentoren nirgends und die jüngeren wurden seit der Alpenbildung vor etwa 35 Millionen Jahren von Wind, Wetter und Wasser abgetragen.
Zunächst beginnt die geologische Geschichte im tropischen Klimabereich, am Rand eines ausgedehnten Flachmeeres, der Tethys. Dort lagert sich anfänglich Material ab, das vom Land aus ins Meer gespült wurde, bis dann der Meeresspiegel ansteigt und kalkbildende Organismen ihre Besiedlung beginnen. Teilweise noch von Landnähe zeugende Meeresablagerungen aus Kalksteinen, Dolomitsteinen, Rauhwacken und Brekzien sind in einem schmalen Streifen zwischen Langlehn und Igelskar aufgeschlossen (Reichenhaller Schichten). Da sie relativ leicht verwittern, bilden sie Scharten und Törle, wie die Biberwierer Scharte oder das Tajatörl.
Im nächsten Zeitabschnitt entsteht eine mächtige Abfolge von dunklen Kalksteinen, die beim Anschlagen oftmals leicht nach Bitumen riechen und durch ihre unebenen, wursteligen Schichtoberflächen auffallen: der Alpine Muschelkalk. In jenen Kalksteinen kommen unregelmäßig ausgebildete, dunkelbraune bis schwarze Hornsteinknauern sowie grünliche Tuffe vor, die auf nahe gelegene, dem Stromboli ähnelnde Vulkane hindeuten. Diese Abfolge entstammt einem flachen, sauerstoffreichen Meeresbereich, in dem Riffe und Becken miteinander abwechselten. Zeitlich danach bilden sich die Partnach-Schichten, die besonders schön in der „Schwärz“ zwischen Marienbergspitzen und Wampertem Schrofen zu sehen sind. Sie bestehen aus hellen Kalksteinbänken und dazwischen liegenden Tonsteinen.
Dann beginnt im flachen Meerwasser die Entwicklung des Riffs, in dem kleine Kalkalgen sowie Korallen leben. Ihre abgestorbenen, kalkigen Skelette bauen die wichtigsten Gesteine auf: den Wettersteinkalk. Deutlich hebt sich dieser meist hellweiße und witterungsbeständige Kalkstein von den anderen Gesteinen ab. Er bildet die markanten Gipfel des Mieminger und des Wetterstein Gebirges. Sonnenspitze, Igelskopf und die Zugspitze bestehen aus diesem Gestein. Da der Wettersteinkalk nur wenige Pflanzennährstoffe enthält, sind seine Schutthalden meist unbewachsen und charakterisieren so das Landschaftsbild oberhalb der Baumgrenze.
Eine Besonderheit im Wettersteinkalk sind silberhaltige Blei- und Zinkerze. Sie wurden an der Silberleithe und im restlichen Mieminger Gebirge abgebaut. Mit dem Wettersteinkalk endet im Mieminger Gebirge das Erdzeitalter der Trias und es beginnt der Jura, dessen Ablagerungen nur untergeordnete Bedeutung haben. Sie wurden im Lauf der Jahrmillionen weitgehend abgetragen und sind nur an einigen geschützten Stellen und unter Tage erhalten.
Zum Zeitpunkt ihrer Ablagerung befanden sich die Gesteine der Nördlichen Kalkalpen einige hundert Kilometer südlich von ihrer jetzigen Position. Extreme Kräfte, die noch heute wirken, begannen vor etwa 35 Millionen Jahren diese Gesteinseinheiten nach Norden zu drücken. Damals lagen über den heute sichtbaren Gesteinen einige Kilometer Gestein und einige hundert Meter Wasser. Folglich stellte sich ein großer Überlagerungsdruck ein, der verhinderte, dass die unten liegenden Formationen beim Zusammenschieben auseinanderbrachen.
Um dem Druck auszuweichen, bildeten sich in den Gesteinen Falten, die teilweise auseinanderrissen und sich zu Gesteinsdecken aufstapelten. Beispielsweise ist der Steilabfall vom Mieminger Gebirge ins Ehrwalder Becken oder die Leutasch die Front eines solchen Stapels, der als Inntaldecke bezeichnet wird. Gleichzeitig wurden die Gesteine nach oben hin herausgepresst. Zusammengenommen werden diese Prozesse als Gebirgsbildung bezeichnet.
Bei den relativ jungen Ablagerungen im bis zu 70 Meter tiefen Moos handelt es sich überwiegend um Schotter, Kies, Lehm, Humus und Torf, der bei Lermoos sogar einmal für die Blei-Zink-Hütte der Gewerkschaft Silberleithen verwendet werden sollte. Den letzten Schliff erhielten die Berge und Täler in der Würmeiszeit. Etwa 1000 Meter hoch stand das Eis des Loisachgletschers und nach dem Abtauen des Eises vor etwa 10.000 Jahren hinterließ der Gletscher die typischen eiszeitlichen Geländeformen: die Moränen. Die verbliebenen Eisreste in den Bergen bildeten die typischen Kare, in denen die letzten Moränen der Gletscher erhalten sind.
Die entscheidende Veränderung des Landschaftsbildes nach der letzten Eiszeit rief der Fernpassbergsturz hervor. Er verschüttete das Tal zwischen Biberwier und Nassereith 200 Meter hoch. Seitdem hat sich das Landschaftsbild nur noch wenig verändert. Gelegentlich kommt es zu Gerölllawinen, Felsstürzen oder Murabgängen. Wasser, Eis und Wind greifen nach wie vor die Gesteine an, transportieren deren Schutt über die Wildbäche ins Tal hinab und erinnern, dass die geologischen Prozesse bis heute andauern.

## Benachbarte Gebirgsgruppen

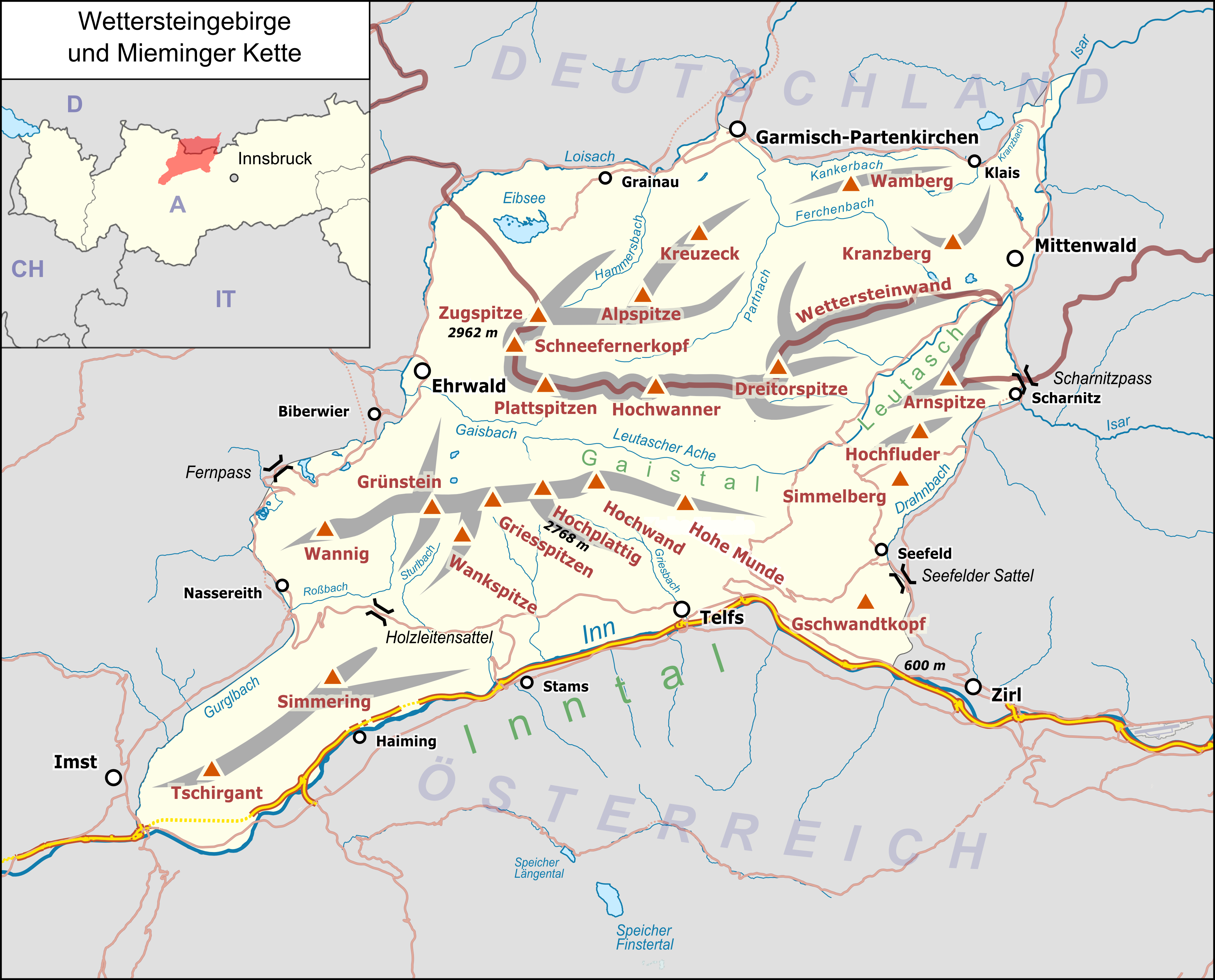
Gesamte AVE 4: Wettersteingebirge und Mieminger Kette

Die Mieminger Kette grenzt an die folgenden anderen Gebirgsgruppen der Alpen:
- Stubaier Alpen (im Süden)
- Ötztaler Alpen (im Südwesten)
- Lechtaler Alpen (im Westen)
- Wetterstein (im Norden)
- Karwendel (im Osten)

In der AVE, der Alpenvereinseinteilung der Ostalpen, veröffentlicht im Jahr 1984, sind die Mieminger Kette und das Wettersteingebirge als eine einzige Gebirgsgruppe dargestellt.

## Umgrenzung
Im Süden bildet der Inn die Grenze von der Mündung des Niederbachs in Dirschenbach bei Inzing flussaufwärts bis zur Einmündung des Gurglbachs bei Imst. Die Grenze im Westen verläuft entlang des Gurgltals von Imst bis Nassereith und über den Fernpass bis Ehrwald. Im Norden verläuft die Grenze von Ehrwald entlang des Gaisbachs und der Ehrwalder Alm bis ins Gaistal (Leutascher Ache) und weiter über Leutasch–Oberweidach und nördlich des Simmelbergs entlang des Bodenbachs zum Drahnbach. Die Grenze im Osten verläuft entlang des Drahnbachs und über den Seefelder Sattel, dann abwärts entlang des Niederbachs bis zur Einmündung in den Inn.
Der Fernpass verbindet die Mieminger Kette mit den Lechtaler Alpen. Der nicht benannte Sattel bei der Ehrwalder Alm stellt die Verbindung zwischen Mieminger Kette und Wetterstein her. Das Seefelder Plateau verbindet die Mieminger Kette mit dem Karwendel.

## Untergruppen

### Nach Alpenvereinsführer
Der Alpenvereinsführer teilt die Mieminger Kette in die folgenden Untergruppen ein:
- Hauptkamm (von der Hohen Munde bis zum Hochwannig)
- Nördliche Seitenkämme (Wampeter Schrofen, Schartenkopf, Sonnenspitze, Breitenkopf, Igelsköpfe, Tajaköpfe, Drachenköpfe)
- Südliche Seitenkämme (Hintereggenkamm, Judenkopfkamm, Schlosskopfkamm, Wankspitzen, Arzbergkamm, Höllkopf)
- Tschirgant-Simmering-Stock (Tschirgant, Simmering)
- Das Hügelland zwischen Seefeld und dem Buchener Sattel bei der Hohen Munde ist im Alpenvereinsführer nicht beschrieben. Orographisch gehört es jedoch zweifellos zur Mieminger Kette.

### Nach SOIUSA
Nach SOIUSA wird die Mieminger Kette in drei Gruppen und vier Untergruppen unterteilt.
- Mieminger Kette (im engeren Sinne) (A.1)
  - Grünstein-Marienbergspitze-Kamm (A.1.a)
  - Grießspitze-Hochplattig-Kamm (A.1.b)
- Tschirgant-Simmering-Massiv (A.2)
- Seefelder Berge (A.3)
  - Hochmoos-Simmlberg-Kamm (A.3.a)
  - Arnstock (A.3.b)

Die Mieminger Kette ist dabei selbst eine Untergruppe der Obergruppe "Mieminger Kette und Wettersteingebirge" und umfasst auch die Arnspitzgruppe, welche nach AVE zum Wettersteingebirge zählt.

## Gipfel

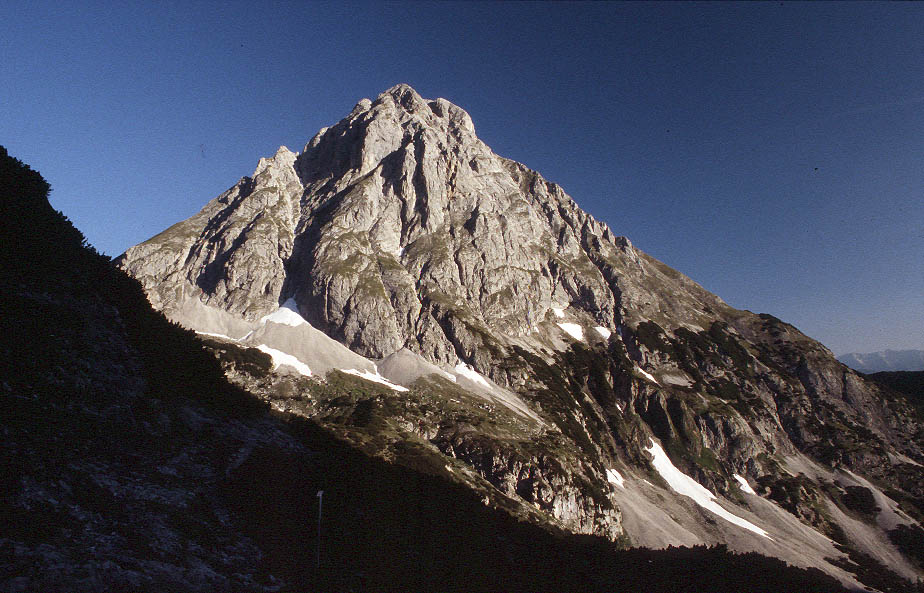
Die Ehrwalder Sonnenspitze (2412 m) von der Coburger Hütte

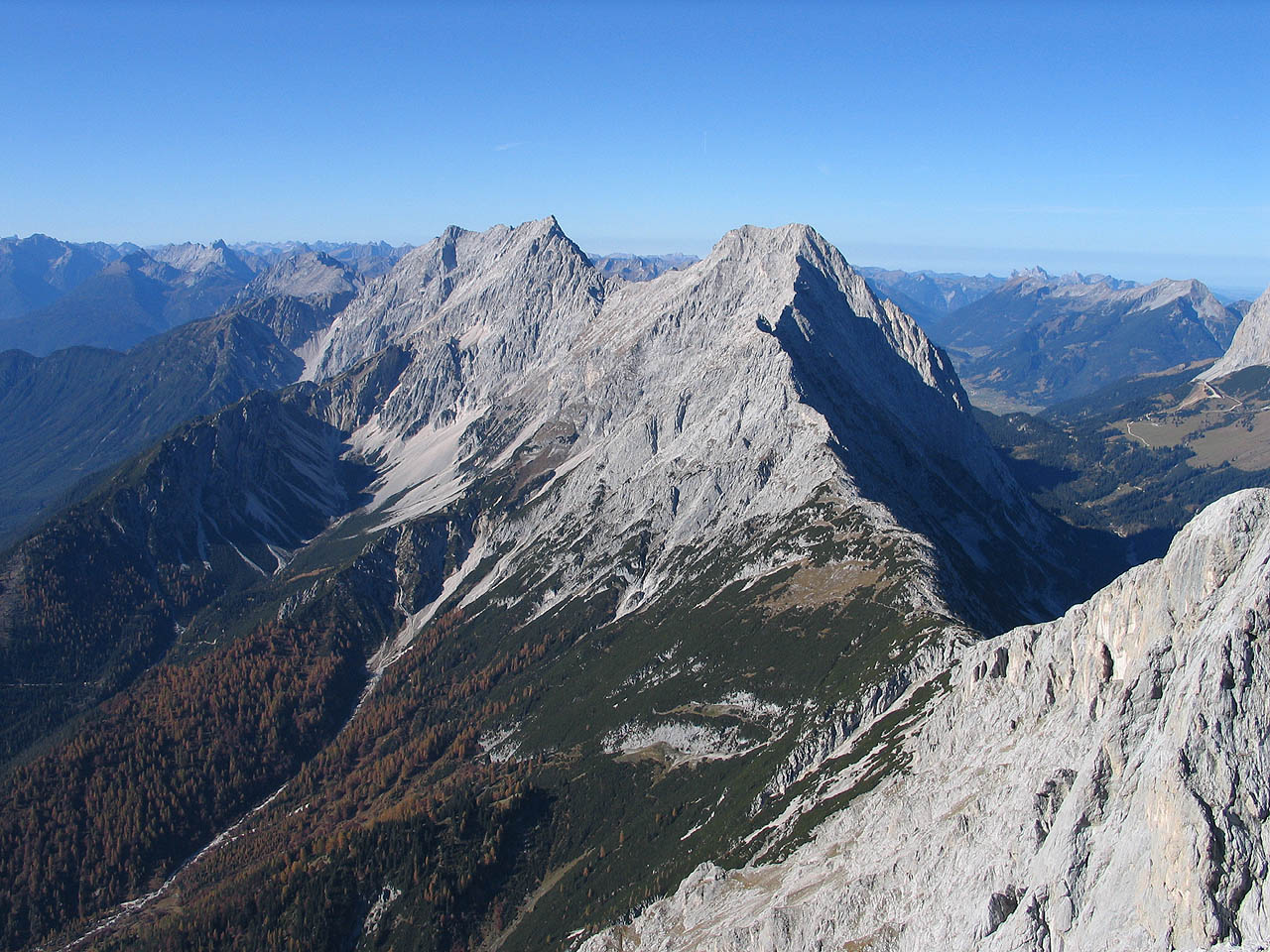
Hochplattig (2768 m) und Hochwand (2719 m) von der Hohen Munde

Die 10 höchsten Gipfel der Mieminger Kette:
- Hochplattig, Hauptgipfel, 2768 m
- Hochplattig, Westeck, 2749 m
- Östliche Griesspitzen, 2747 m
- Westliche Griesspitzen, 2741 m
- Hochwand, Nordostgipfel, 2719 m
- Hochwand, Südwestgipfel, 2715 m
- Östliche Mitterspitze, 2705 m
- Hochplattig, Signalgipfel, 2698 m
- Westliche Mitterspitze, 2693 m
- Mittlere Mitterspitze, 2686 m

In der Mieminger Kette befinden sich über 60 benannte und mit Höhenkote versehene Gipfel. Zu den bekannteren gehören, geordnet nach der Höhe:
- Grünstein, 2666 m
- Hohe Munde, 2659 m
- Wannig, 2493 m
- Vorderer Tajakopf, 2452 m
- Ehrwalder Sonnenspitze, 2417 m
- Hinterer Tajakopf, 2409 m
- Tschirgant, 2370 m
- Simmering, 2096 m

Im Bereich des 1789 m hohen Marienbergjochs befindet sich ein Skigebiet.

## Tourismus

### Öffentliche Verkehrsanbindung
In Ehrwald an der Westseite des Gebirges hält die Außerfernbahn. Nach Leutasch an der Nordseite fahren Busse von Mittenwald und Seefeld in Tirol.

### Hütten
In der Mieminger Kette gibt es drei Hütten des Deutschen Alpenvereins, nur eine davon ist bewirtschaftet:
- Alplhaus: 1506 m, Selbstversorger (Sonderschloss), nicht bewirtschaftet, Schlüssel über die Sektion München des DAV erhältlich, 16 Matratzenlager, Talort Wildermieming, Gehzeit von Wildermieming: 2 Stunden
- Breitenkopfhütte: 2040 m, Selbstversorger (AV-Schlüssel), nicht bewirtschaftet, 5 Matratzenlager, Talort Ehrwald, Gehzeit von Ehrwald: 3,5 Stunden
- Coburger Hütte: 1920 m, bewirtschaftet von Anfang Juni bis Oktober, 80 Matratzenlager, Winterraum mit 10 Lagern, Talort Ehrwald, Gehzeit von der Ehrwalder Alm (Seilbahn): 2 Stunden

### Fern-/Weitwanderwege
Die Via Alpina, ein grenzüberschreitender Weitwanderweg mit fünf Teilwegen durch die ganzen Alpen, verläuft auch durch das Mieminger Gebirge.
Der Rote Weg der Via Alpina verläuft mit zwei Etappen durch das Mieminger Gebirge wie folgt:
- Etappe R46 verläuft von der Reintalangerhütte zur Coburger Hütte. Der erste Teil dieser Etappe befindet sich im Wetterstein.
- Etappe R47 verläuft von der Coburger Hütte über Biberwier zur Wolfratshauser Hütte. Der zweite Teil dieser Etappe befindet sich in den Lechtaler Alpen.